# Natural City
Pour plus de détails, voir Fiche technique et Distribution.
Natural City (내츄럴 시티) est un film de science-fiction sud-coréen écrit et réalisé par Min Byeong-cheon, sorti en 2003.

## Synopsis
En 2080, le monde est partagé et divisé entre l'espèce humaine d'un côté et les machines de l'autre (les cyborgs). Tous vivent dans une mégalopole et son ghetto.
Ria, est une machine programmée pour danser et  R est membre des MP qui a pour mission de détruire les machines rebelles. Malgré leurs différences, ils sont liés par l'amour, l'un ne pouvant vivre sans l'autre. Ils rêvent d'embarquer ensemble sur le "Noyoga" un vaisseau qui les emmènera vers Koyo une autre planète.
Seulement, tous les cyborgs possèdent une durée de vie limitée (trois ans) et Ria doit « expirer » dans quelques jours. Afin d'enrayer le processus, R s'alloue les services du Docteur Giro, un cyborg scientifique renvoyé de Neurocom (société fabriquant les cyborgs), qui faisait des recherches et expériences sur lui-même sur la « neurotransmission », c’est-à-dire la possibilité de transférer la puce d'un cyborg sur le corps d'un humain compatible. Giro prétend ainsi connaître le moyen de rallonger la vie des cyborgs. Pour se payer ses services, R fait du trafic de puces qu'il trouve sur des fugitifs, ce qui l'entraîne à risquer la vie de ses collègues MP. Finalement R doit accepter le sacrifice délibéré d'un humain innocent, puisqu'il doit ramener une jeune fille à qui on implanterait la puce de Ria.
R part dans les bas fonds du ghetto à sa recherche : il s'agit de Cyon, une « non-citoyenne » diseuse de bonne aventure et prostitué qui est en fait compatible avec le Docteur Giro et Cyper. Cyper-N 77 est en fait un cyborg de combat avec la puce de Giro en lui, il recherche des humains et des cyborgs compatibles avec son propre ADN pour prolonger sa vie, et arriver à l'immortalité en passant de corps en corps. Le Docteur Giro a ainsi fait croire à R que Cyon pouvait sauver Ria.
Après avoir retrouvé Cyon, Cyper-N 77 prend le contrôle de Neurocom pour effectuer le neuro transfert et active tous les cyborgs de combat contre les MP.

## Fiche technique
- Titre : Natural City
- Titre original : 내츄럴 시티
- Réalisation : Min Byeong-cheon
- Scénario : Min Byeong-cheon ; adapté par Han Jae-rim d'après le roman Les androïdes rêvent-ils de moutons électriques ? (Do Androids Dream of Electric Sheep?) de Philip K. Dick
- Décors : Cho Hwa-seong
- Costumes :  Lee Da-yeon
- Photographie : Lee Jun-gyu
- Montage : Gyeong Min-ho
- Musique : Lee Jae-jin
- Production : Lee Dong-jun
- Société de production : Jowoo Entertainment
- Société de distribution : Tube Entertainment
- Pays d'origine : Corée du Sud
- Langue originale : coréen
- Format : couleur - 2.35 : 1 'CinemaScope) - Dolby Digital DTS - 35 mm
- Genre : science-fiction
- Durée : 114 minutes
- Date de sortie :
  -  Corée du Sud : 26 septembre 2003

## Distribution
- Yoo Ji-tae : R
- Lee Jae-eun : Cyon
- Yoon Chan : Noma
- Seo Lin : Ria
- Jeong Eun-pyo : Croy
- Jeong Doo-hong : Cyper

## Distinctions

### Récompense
- Grand Bell Awards 2004 : Meilleurs effets spéciaux pour Moon Byung-yong

### Nominations
- Festival international du film fantastique de Neuchâtel 2004 : Meilleur film fantastique
- Fantasporto 2005 : Meilleur film